# Allegiant Air

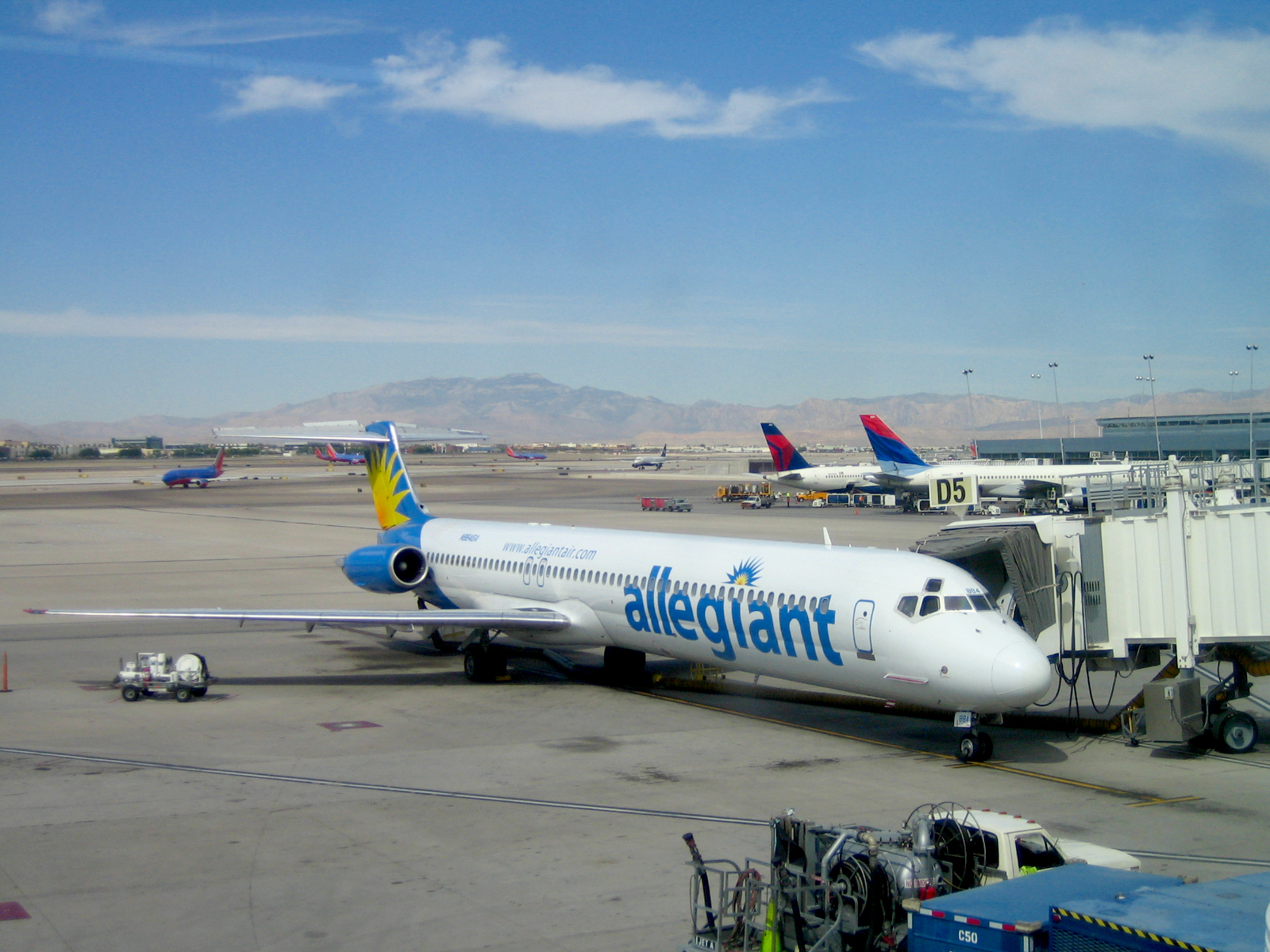
McDonnell Douglas MD-80 авіакомпанії Allegiant Air в Міжнародному аеропорту Маккаран (Лас-Вегас, Невада), 2009 рік

Allegiant Air — бюджетна авіакомпанія Сполучених Штатів Америки зі штаб-квартирою у місті Лас-Вегас (Невада, США), що є дочірнім підприємством холдингової компанії Allegiant Travel Co. (NASDAQ: ALGT). Холдинг є публічною компанією з ринковою капіталізацією понад одного мільярда доларів США і штатною чисельністю працівників близько 1300 осіб.
1 лютого 2010 року авіакомпанія повідомила про істотне збільшення кількості регулярних рейсів у Міжнародний аеропорт Орландо в продовження розширення власної присутності в іншому аеропорту міста — Міжнародному аеропорту Орландо Сенфорд. З 25 квітня 2010 року компанія виділяє в один з пріоритетних напрямів маршрути в Міжнародний аеропорт імені Джеральда Р. Форда в Гранд-Репідс (Мічиган).

## Історія
Авіакомпанія WestJet Express була заснована в 1997 році як бюджетний перевізник на лініях ближньої і середньої протяжності. В наступному році після з'ясування стосунків з авіаперевізником місцевого значення West Jet Air Center Рапід-Сіті (Південна Дакота) та канадським дискаунтером WestJet Airlines на предмет практично повного збігу назв, компанія змінила своє офіційне ім'я на Allegiant Air і через кілька місяців отримала операційний сертифікат експлуатанта Федерального управління цивільної авіації США на виконання регулярних і чартерних авіаперевезень. На початку 1999 року Allegiant Air придбала права на чартерні рейси з США в аеропорти Канади і Мексики.
Виконання регулярних пасажирських перевезень авіакомпанія почала 15 жовтня 1999 року з відкриття маршруту між Лас-Вегасом і початковим транзитним вузлом (хабом) в аеропорту міста Фресно (Каліфорнія) на літаках Douglas DC-9-21 і Douglas DC-9-51. Кілька місяців потому після банкрутства чартерної авіакомпанії WinAir Airlines Allegiant Air організувала ще один хаб в аеропорту міста Лонг-Біч (Каліфорнія) і розширила власну маршрутну мережу відповідно колишньої маршрутної мережі WinAir Airlines. Разом з тим, Allegiant Air не змогла залучити достатній обсяг кредитних коштів для покриття своїх витрат і 13 грудня 2000 року була змушена оголосити себе банкрутом, скориставшись положеннями Глави 11 Кодексу США про банкрутство комерційних підприємств.
У червні 2001 року президентом і головним виконавчим директором авіакомпанії став бізнесмен Моріс Дж. Геллахер (молодший). Маючи солідний досвід роботи з перевізниками WestAir і ValuJet Airlines, Геллахер почав процес реорганізації діяльності Allegiant Air, перенісши порт-приписки авіакомпанії в Міжнародний аеропорт Маккаран в Лас-Вегасі і зосередивши комерційні перевезення на невеликих цивільних аеропортах, у яких не було присутності магістральних авіакомпаній країни. З 2001 року маршрутна мережа Allegiant Air виросла з двох регулярних маршрутів до п'ятдесяти з аеропортів Лас-Вегаса, Орландо/Сенфорд і Сент-Пітерсберга (штат Флорида). Незважаючи на те, що Геллахер, будучи в 1990-х роках президентом і генеральним директором ValuJet Airlines авіакомпанія повним ходом йшла до повного банкрутства і в кінцевому рахунку Федеральне управління цивільної авіації США з багатьох причин (включаючи кілька великих авіакатастроф з безліччю людських жертв) було змушене відкликати операційний сертифікат експлуатанта, його діяльність на посту президента Allegiant Air принесла позитивні результати. ValuJet Airlines ж згодом об'єдналася з іншою авіакомпанією-дискаунтером AirTran Airways.
У листопаді 2006 року Allegiant Air оголосила про первинному публічному розміщенні власних звичайних акцій на фондовій біржі NASDAQ, на якій її акції отримали тікер з префіксом «ALGT».
У липні 2007 року авіакомпанія заявила про плани відкриття четвертого основного напрямку маршрутної мережі в Аеропорту Фінікс/Меса Гейтвей міста Меса в штаті Аризона, поєднуючи при цьому агломерацію Фінікс 14-ма регулярними рейсами з іншими невеликими містами країни. Компанія реалізувала цей план, відкривши 25 жовтня того ж року власні стійки реєстрації та виходи на посадку в Аеропорту Фінікс/Меса Гейтвей і запустивши всі оголошені рейси з даного аеропорту. До серпня 1998 року аеропорт анонсував розширення своїх операційних площ на 930 квадратних метрів, що дозволило подвоїти число гейтів в зоні виходу на посадку (з двох до чотирьох) і збільшити в три рази кількість щоденних рейсів авіакомпанії даного аеропорту. Будівельні роботи з розширення аеропорту фінансувалися за рахунок кредиту, виділеного аеропорту авіакомпанією Allegiant Air, сам кредит згодом погашався за рахунок додаткових зборів з реєстрації пасажирів в аеропорту.
П'яте основний напрямок в маршрутній мережі авіакомпанії було запущено 14 листопада 2007 року на базі Міжнародного аеропорту Форт-Лодердейл/Голлівуд, при цьому в даний аеропорт були зав'язані регулярні рейси в ряд невеликих аеропортів південній частині штату Флорида.
У січні 2008 року керівництво Allegian Air оголосила про відкриття шостого основного напрямку маршрутної мережі на базі Міжнародного аеропорту Беллінгем в місті Беллінгем (штат Вашингтон). Даний крок авіакомпанії був обумовлений у першу чергу територіальною близькістю аеропорту до канадського міста Ванкувер. Дискаунтер запустив з Беллингхэма ексклюзивні регулярні маршрути міста Лас-Вегас, Ріно, Палм-Спрінгс, Сан-Дієго, Сан-Франциско і Фінікс, рейси по яким виконуються на літаках McDonnell Douglas MD-80.
Сьомим за рахунком вузловим аеропортом авіакомпанії Allegiant Air став Міжнародний аеропорт Лос-Анджелес, восьмим — Міжнародний аеропорт Міртл-Біч, дев'ятим — Міжнародний аеропорт Орландо. У лютому 2010 року компанія повідомила про відкриття десятого транзитного вузла в Міжнародний аеропорт імені Джеральда Р. Форда, регулярні рейси з якого в даний час виконуються тільки на літаки McDonnell Douglas MD-80.
У березні 2010 року Allegiant Air заявила про замовлення авіакомпанією шести лайнерів Boeing 757 в рамках планованої реалізації програми регулярних пасажирських перевезень між континентальною частиною США і аеропортами Гавайських островів. Літаки повинні надходити в повітряний флот перевізника з весни 2010 року по кінець четвертого кварталу 2011 року.

## Бізнес-модель авіакомпанії
Базовими положеннями бізнес-моделі авіакомпанії Allegiant Air є наступні:
- виконання регулярних пасажирських рейсів в невеликі аеропорти, в яких відсутні рейси магістральних перевізників;
- використання як власних транзитних вузлів невеликі цивільні аеропорти (виняток становлять Міжнародний аеропорт Маккаран в Лас-Вегасі, Міжнародний аеропорт Орландо, Міжнародний аеропорт Лос-Анджелес і Міжнародний аеропорт імені Джеральда Р. Форда);
- залучення пасажирських потоків на сезонні чартерні рейси, робота з екскурсійними та туристичними компаніями і в першу чергу, з туроператором — партнером по своєму управителю холдингу;
- створення сервісних послуг для пасажирів з метою додаткових надходжень від зборів до основної ціні авіаквитка;
- утримання на низькому рівні експлуатаційних витрат.

### Аеропорти

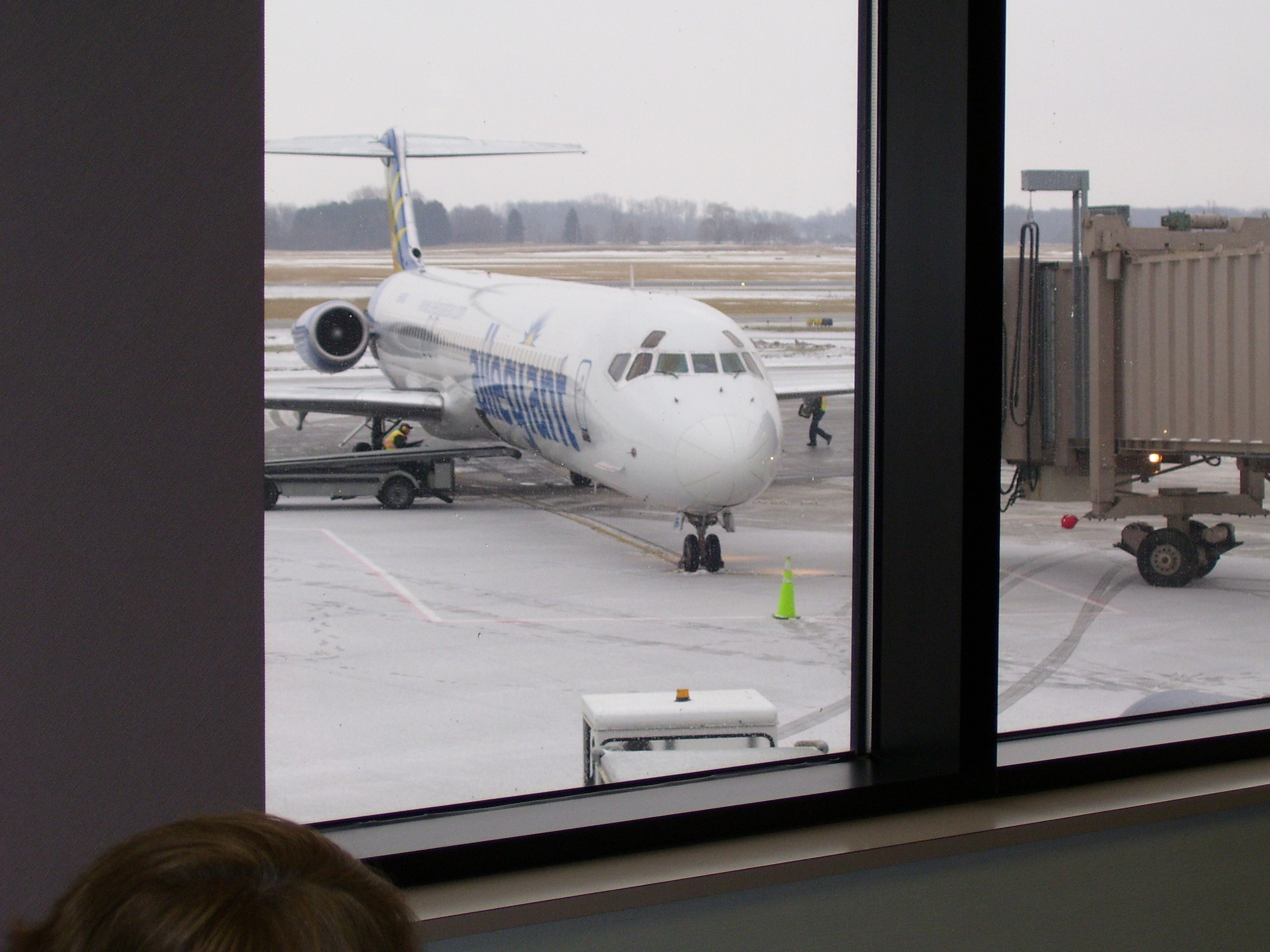
McDonnell Douglas MD-83 авіакомпанії Allegiant Air, 2007 рік

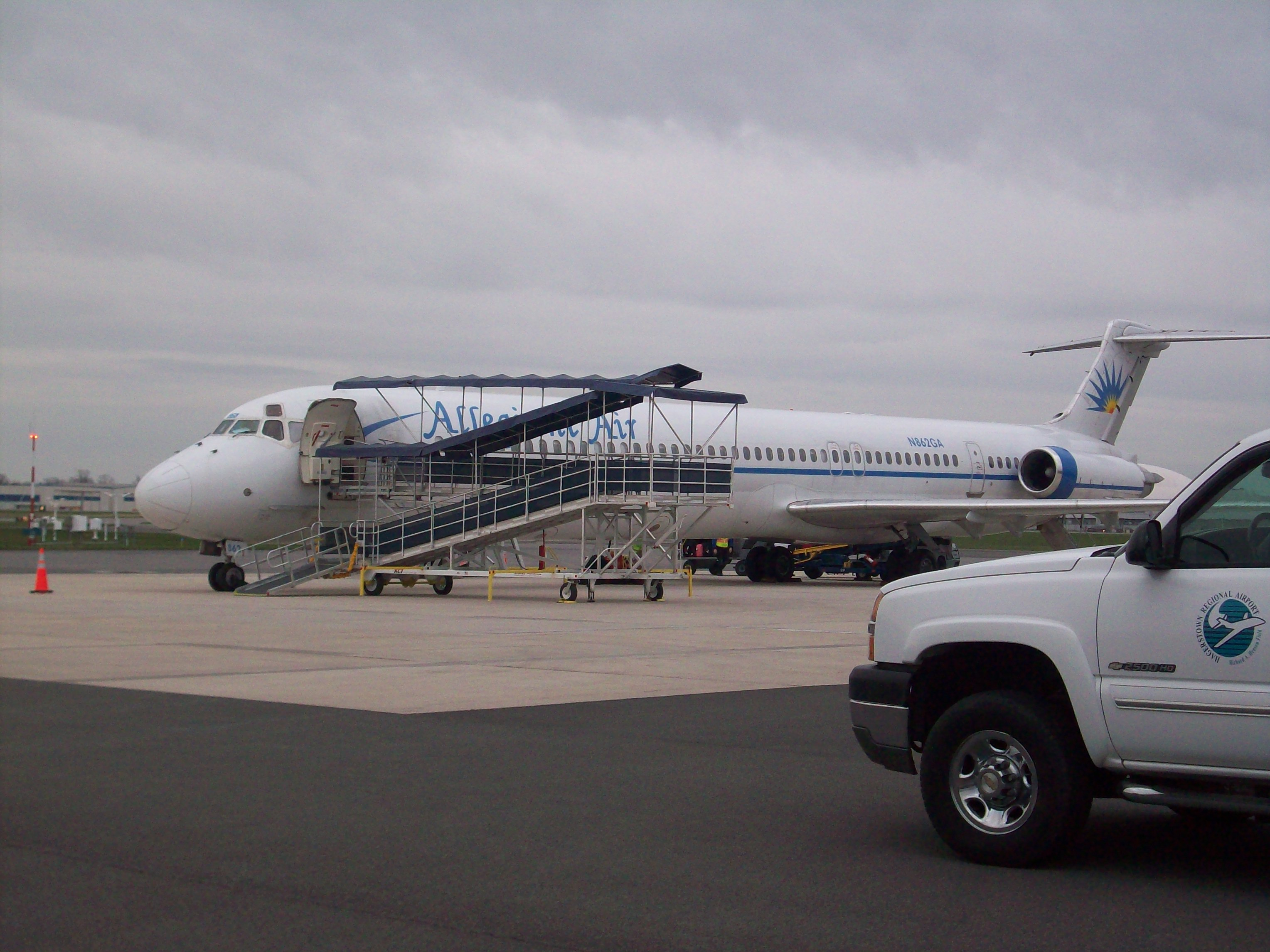
McDonnell Douglas MD-83 авіакомпанії Allegiant Air в Регіональному аеропорту Хейгерстаун (Меріленд), 2009 рік

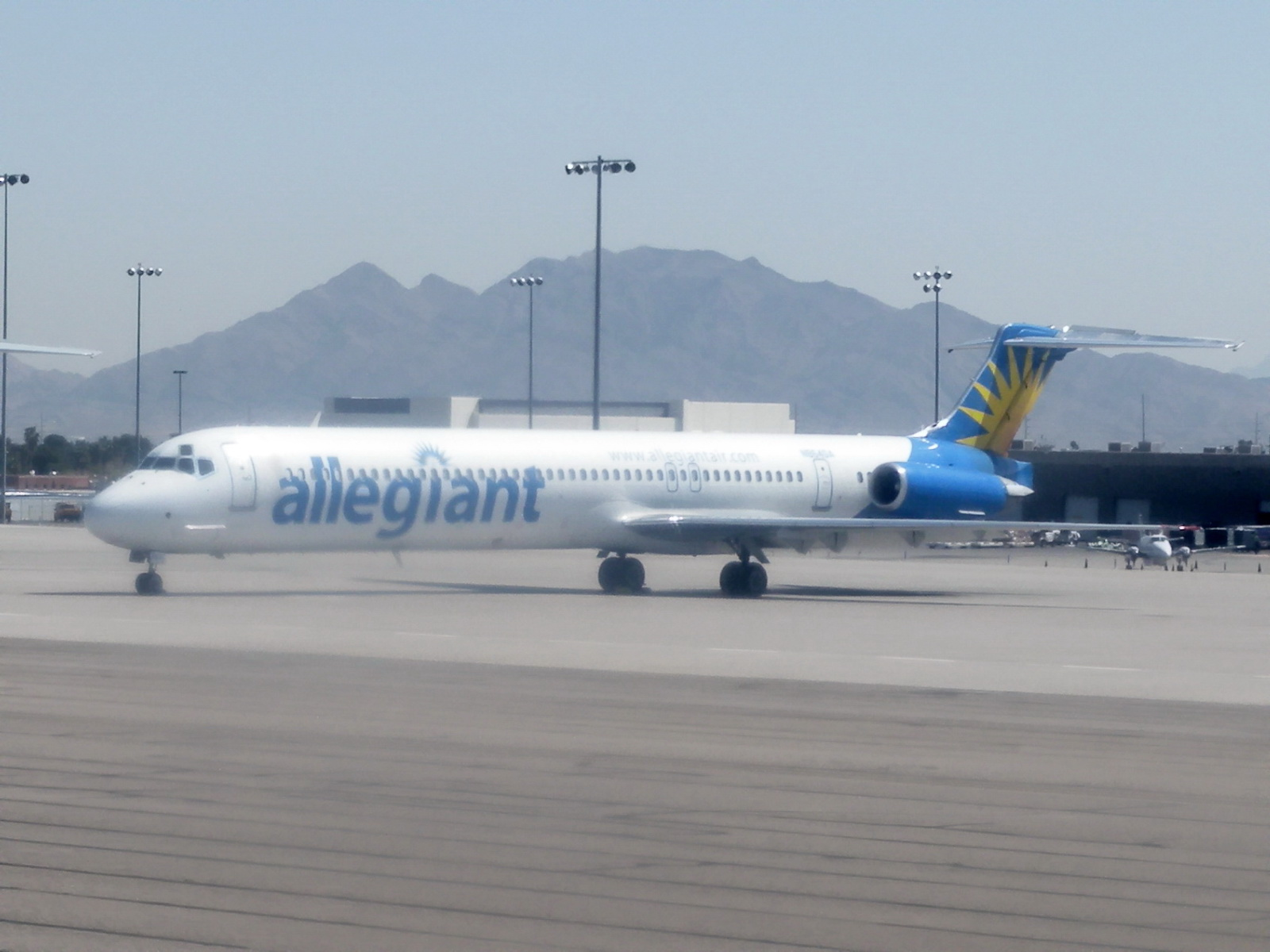
MD-83 Allegiant Air

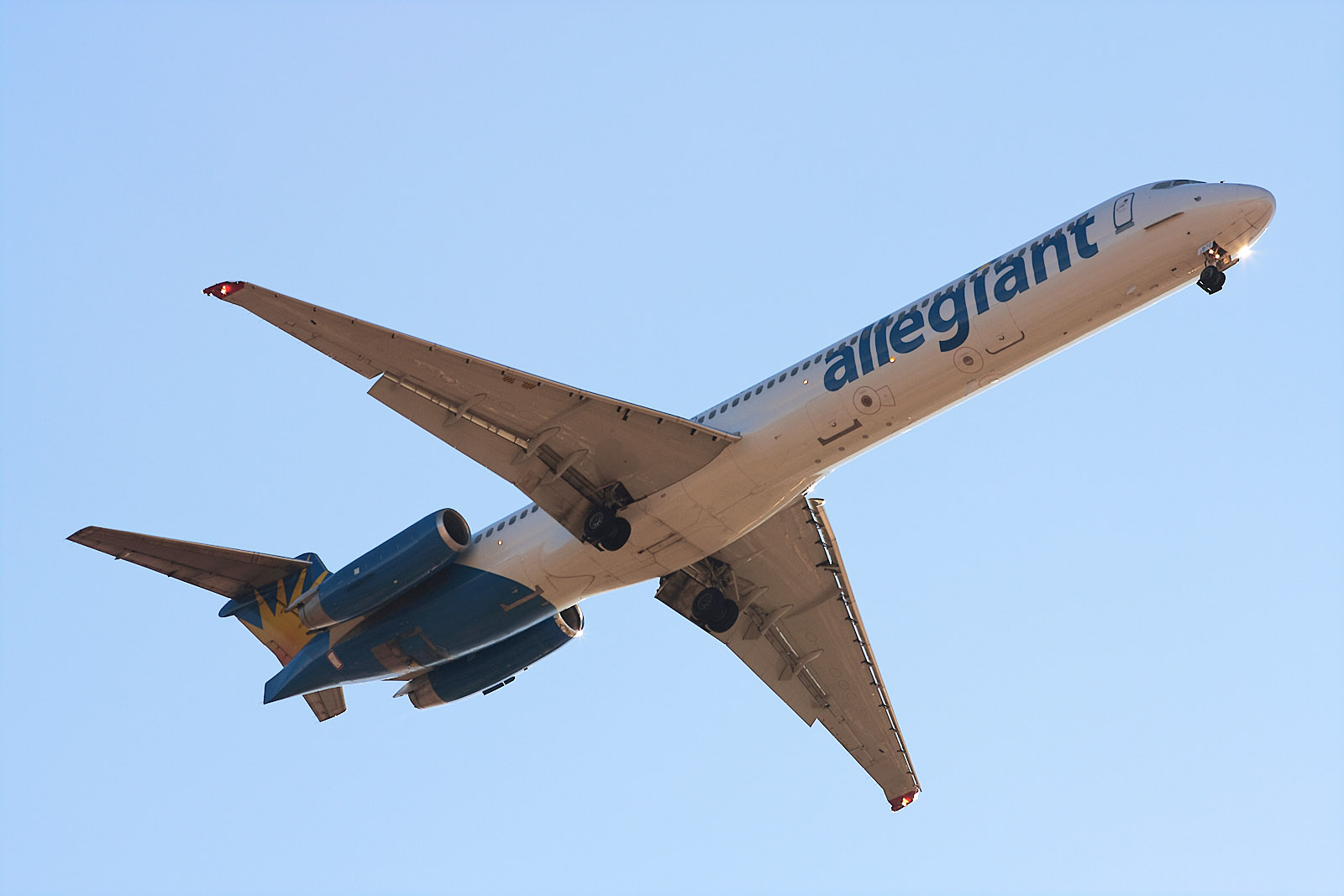
Захід на посадку MD-83 Allegiant Air в аеропорту Смірна

Allegiant Air обслуговує малі та середні аеропорти з невеликим трафіком комерційних повітряних перевезень. В аеропортах міст Пеорія (Іллінойс), Аллентаун (Пенсільванія) і безлічі інших працюють головним чином авіакомпанії місцевого значення на маршрутах малої комерційної авіації (аеротаксі), тому дані точки перевезень потребують лише в невеликому трафіку з вузловими аеропортами країни. Станом на жовтень 2009 року Allegiant Air має конкуренцію лише на п'яти маршрутах з 136 у власній мережі регулярних пасажирських перевезень.
Інша частина рейсів авіакомпанії діє в допоміжних аеропортах великих населених областей країни. Наприклад, Allegian Air є єдиним великим перевізником, які працюють з Аеропорту Фінікс/Меса Гейтвей.

### Доходи
На початковому етапі свого розвитку Allegiant Air скористалася інвестиціями ірландської сім'ї Раян, яка володіє найбільшою бюджетною авіакомпанією Європи Ryanair, і в даний час слід аналогічної бізнес-моделі європейського дискаунтера, що полягає у розвитку сервісних послуг для пасажирів в цілях залучення додаткових статей доходів авіакомпанії крім основних тарифів на авіаквитки. Allegiant Air отримує суттєві прибутки від продажу продуктів харчування, напоїв і сувенірних виробів під час рейсів, а також за додаткові збори за процедуру перевірки багажу в аеропортах відправлення. Авіакомпанія також пропонує на своєму вебсайті послуги з бронювання готельних номерів, замовлення автомобілів, придбання квитків на розважальні заходи і купівлю екскурсійних турів, обкладаючи основну вартість послуги додатковим збором за онлайн-замовлення. За 2008 рік на сайті Allegiant Air було зроблено понад 400 тисяч готельних номерів. У жовтні 2009 року газета «St. Petersburg Times» повідомила про те, що середня величина додаткового збору з кожного пасажира авіакомпанії становить 33,35 американських доларів, при цьому послуги з бронювання готелів, оренда автомобілів склала близько однієї третини всіх операційних доходів Allegiant Air в рік.
В інтерв'ю бізнес-журналу «Fast Company» у вересні 2009 року президент і генеральний директор авіакомпанії Моріс Геллахер пояснив причини введення додаткових зборів чисто психологічними факторами, сказавши про те, що в середньому витрати на переліт складають близько 110 доларів США і «... якщо я б намагався поставити цю ціну при первинній покупці авіаквитка, то пасажир швидше за все відмовився б купувати квиток. Але якщо я продаю квиток за 75 доларів, то в подальшому ви самі маєте права витрачати або не витрачати додаткові кошти для забезпечення вашого комфорту».

### Чартерні перевезення
Allegiant Air також виконує чартерні пасажирські перевезення, які займають частку в 7 відсотків від загального доходу авіакомпанії. Дискаунтер має два діючих договору з приватною корпорацією азартних ігор Harrah's Entertaiment, згідно з яким два літака Allegiant Air забезпечують перевезення пасажирів в аеропортах Ріно (Невада) та Лафлін (Невада), приїжджають грати в казино Harrah's в даних містах. Ще два судна працюють в аеропорту міста Туніка (Міссісіпі), в якому працює кілька казино корпорації harrah's.
На початку 2009 року Allegiant Air підписала контракт на виконання з червня того ж року чартерних рейсів з Маямі в чотири великих міста Куби. Згідно з умовами договору авіакомпанія отримувала фіксовану суму за виконання кожного рейсу, тобто по суті літаки здавалися в мокрий лізинг (разом з екіпажами) замовнику, який ніс всі інші витрати, включаючи і оплату авіаційного палива. В силу ряду причин договір був расторгут в кінці серпня 2009 року за взаємною згодою сторін.

### Витрати
Відповідно до своєї бізнес-моделі і відповідно до статусу бюджетної авіакомпанії Allegiant Air пропонує авіаквитки на власні рейси за сильно заниженими цінами, що в свою чергу вимагає пильної уваги до будь-яких витрат перевізника. Зниження витрат компанії частково досягається за рахунок низьких експлуатаційних витрат літаків MD-80 і спочатку за рахунок відносно невеликої їх вартості — купівля і ребрендинг одного лайнера MD-80 обходиться Allegiant Air всього в 4 мільйони доларів США. Незважаючи на те, що MD-80 менш економічні порівнянні з сучасними аналогами, авіакомпанія має можливість придбати один лайнер за ціною однієї десятої від вартості нового літака Boeing 737. Враховуючи даний фактор, Allegiant Air може експлуатувати своїх літаки менш активно порівняно з іншими дискаунтерами (до 7 годин на добу проти 13 годин на добу на літак в JetBlue Airways) і, отже, тримати менший штат льотного складу. В даний час число співробітників авіакомпанії, зайнятих на повний робочих дня, становить 35 штатних працівників порівняно з середньою величиною в 50 працівників інших бюджетних авіакомпаніях країни.
Allegiant Air також прагне до зниження операційних витрат в аеропортах, використовуючи погодинну оренду стійок реєстрації, а в деяких аеропортах укладаючи окремі договори з їх співробітниками на представницькі повноваження перевізника як, наприклад, це зроблено в аеропортах міст Чаттануга (Теннессі), Спрінгфілд (Міссурі) та ряді інших.
Вартість авіаквитків також суттєво знижується за рахунок їх продажу на вебсайті авіакомпанії і на стійках реєстрації в аеропортах вильоту.

### Критика положень бізнес-моделі
Офіційні представники кількох аеропортів неодноразово піддавали критиці дії керівництва Allegiant Air, пов'язані з швидким припиненням регулярних перевезень авіакомпанії в тих аеропортах, де рівень пасажирського трафіку сезонно знижується нижче необхідного для окупності рейсів рівня. В Кінгстоні (штат Північна Кароліна) комерційний аеропорт вклав 60 тисяч доларів США рекламу регулярних рейсів Allegiant Air і заявляв, що показник завантаження маршрутів дискаунтера повинен був скласти не менше 90 відсотків. Однак, на думку керівництва аеропорту, авіакомпанія пішла з ринку через рік, вирішивши, що рівень її додаткових доходів не відповідає очікуваному.
З аеропорту Колумбії (штат Південна Кароліна) Allegiant Air пішла в лютому 2007 року після зниження показника завантаження рейсів в Сент-Пітерсберг (Флорида) з трьох чвертей до однієї другої пасажирського салону. Авіакомпанія поверталася на даний маршрут в лютому 2009 року, однак наприкінці того ж року знову зняла рейси з цього напрямку.
Керуючий директор аеропорту в Вустері (штат Массачусетс) вважає, що авіакомпанія порушила свої зобов'язання з виконання рейсів з аеропорту протягом п'яти років, особливо після того, як отримала федеральні субсидії на відкриття кількох регулярних напрямків з Вустера. Представники авіакомпанії заявили, що дані маршрути відразу після їх запуску виявилися збитковими, оскільки завантаження рейсів становила близько 80 % при середньому завантаженні рейсів в Allegiant Air, складовою порядку 90 відсотків.
У 2009 році чиновники Міністерства транспорту США згадали авіакомпанію у своєму черговому звіті, як перевізника, не публікує на своєму офіційному сайті розцінки на надання додаткових сервісних послуг.

## Маршрутна мережа
В даний час авіакомпанія Allegiant Air виконує понад 70 регулярних рейсів з аеропортів Сполучених Штатів Америки. За винятком рейсів Біллінгем-Лас-Вегас і рейсів у Міжнародному аеропорту Лос-Анджелеса всі маршрути авіакомпанії починаються або закінчуються в одному з десяти аеропортів-концентраторів, тому квитки на перевезення за межами маршрутній мережі авіакомпанії повинні купуватися пасажирами в окремому порядку, а при пересадках на рейси інших авіакомпаній пасажири повинні проходити окрему реєстрацію квитків та перевірку багажу.
У 2010 році Allegiant Air планує вийти на ринок пасажирських перевезень в Аеропорту Пейн-Філд міста Еверет (штат Вашингтон), який знаходиться в 40 кілометрах на північ від Сіетла, і вже встигла подати офіційну скаргу в Федеральне управління цивільної авіації США не перешкоджають цьому дії з боку окружних влади. Крім того, Allegiant Air веде переговори з керівництвом аеропорту міста Сейлем (Орегон).
1 лютого 2010 року авіакомпанія почала поетапне перенесення регулярних рейсів з Міжнародного аеропорту Орландо Сенфорд у великий Міжнародний аеропорт Орландо з подальшим плановим закриттям першого як власного транзитного вузла.
У четвертому кварталі 2010 року повітряний флот Allegiant Air почне поповнюватися придбаними літаками Boeing 757-200, які планується використовувати на регулярних рейсах в аеропорти Гавайських островів.

## Флот
Станом на 5 березня 2010 року повітряний флот авіакомпанії Allegiant Air складали наступні літаки в однокласній конфігурації пасажирських салонів:
У лютому 2010 року середній вік літаків Allegian Air становив 19,8 років.
4 січня 2010 року авіаційний холдинг SAS Group повідомив про продаж 18 літаків MD-80 холдингу Allegiant Travel Company. Лайнери були побудовані в період між 1985 і 1991 роками і будуть доставлені дискаунтера в першій половині 2010 року.
5 березня 2010 року Allegiant Air оголосила про придбання шести лайнерів Boeing 757-200 у європейського перевізника для подальшого відкриття регулярних рейсів в аеропорти Гавайських островів.
Перевізник планує взяти в оренду кілька лайнерів Airbus A-319 у авіакомпанії Cebu Pacific.

## Авіаподії і нещасні випадки
- 29 березня 2007 року, рейс 758 Портсмут — Орландо (Сенфорд), літак McDonnell Douglac MD-80. При заході на посадку в Міжнародному аеропорту Орландо Сенфорд відмовила гідравлічна система випуску шасі, внаслідок чого не вийшла передня стійка шасі літака. Лайнер близько півгодини здійснював кола над аеропортом в цілях вироблення палива і потім здійснив аварійну посадку, при якій в носовій частині спостерігалися дим та іскри. Пасажири і члени екіпажу евакуювалися з літака за допомогою аварійних трапів. В результаті інциденту одна пасажирка отримала незначні травми гомілковостопного суглоба і від медичної допомоги відмовилася надалі. Аеропорт був закритий для прийому і відправлення літаків на кілька годин[24][25].
- 12 червня 2009 року. Літак McDonnell Douglas MD-80, який прямував з Міжнародного аеропорту Маккаран в Лас-Вегасі здійснив посадку в Муніципальному аеропорту Форт-Коллінз і допустив викот за межі злітно-посадкової смуги. В результаті події ніхто з знаходилися на борту літака не постраждав, 145 пасажирів і члени екіпажу були доставлені в будівлю терміналу автобусами[26].
- 27 червня 2009 року, рейс 746 Аллентаун — Орландо (Сенфорд), літак McDonnell Douglas MD-80. В процесі зльоту з Міжнародного аеропорту Ліхай-Веллі лопнула одна з шин шасі, шматок якої влетів у лівий двигун і миттєво викликав його загоряння. Екіпаж зробив коло над аеропортом і здійснив аварійну посадку в «Ліхай-Веллі», про постраждалих в результаті цього інциденту не повідомлялося[27].
- 18 листопада 2009 року. Через кілька хвилин після зльоту з Аеропорту Wichita «Среднеконтинентальный» вийшов з ладу один з двигунів літака McDonnell Douglas MD-87, пасажири при цьому чули гучний звук. Екіпаж зумів повернути лайнер і здійснити аварійну посадку в аеропорту вильоту. Внаслідок пригоди один пасажир отримав незначні травми в ході евакуації по аварійному трапу.
- 12 березня 2010 року. Незабаром після зльоту з Міжнародного аеропорту Лафлін/Баллхэд (Аризона) правий двигун літака McDonnell Douglas MD-87 розлетівся з гучним вибухом. Екіпаж виконав розворот і посадив лайнер в аеропорту вильоту. Про постраждалих в результаті інциденту не повідомлялося.